# The Cube (ゲーム番組)
『The Cube』（ザ・キューブ）は、イギリスのITVで2009年8月22日から放送されているゲーム番組である。司会はフィリップ・スコフィールド、ナレーションはコリン・マクファーレンが務めている。
アクリルで囲まれた一辺4メートルのキューブ(CUBE)の中で、一般応募により出場するプレイヤー1人が様々なゲームに挑戦し、最高賞金の£250,000に挑戦する。
クリアするかどうかの瞬間やプレイヤーのリアクションの場面でスローモーションになったり、CGを多用するなど演出はかなり派手になっている。なおCMに入る前に、視聴者が電話でゲームに参加できるコーナーがあり、正解者の中から抽選で1名に賞金が贈呈される。
イギリス国内では、2011年にボードゲーム化されたほか、iPhone、iPad、iPod touch向けのゲームアプリがiTunes Storeにて配信され、2012年にはニンテンドー3DS、Wii、PlayStation 3向けにゲームソフト化された。

## ルール
- ゲームはすべてキューブの中で行われる。ゲームをクリアすれば賞金はアップしていき、7つのゲームをクリアすれば最高賞金の£250,000を獲得する。
- ただし、失敗するとライブ(LIVE)を1つ失う。ライブを9つ全て失うと失格となり、これまで獲得した賞金は全て没収される。
- キューブの床面は一面がLEDディスプレイとなっており、これを用いたゲームもある。また、クリアすると緑色、失敗すると赤色にフラッシュ演出する。
- 途中でドロップアウトして賞金を持ち帰ることも可能だが、ゲームの本番に入ってしまうとクリアするまでドロップアウトをすることができない。
- ゲームはステージごとに固定されておらず、毎回ランダムに違ったゲームが登場する。また、最終第7ゲームは通常のゲームより難易度が上昇している。

### ライフライン
- プレイヤーは2つのライフラインを持っており、それぞれ1度だけ使用することができる。ただし、最後の第7ゲームは使用することができない。
  - Simplify : ゲームの難易度を下げることができる。クリアするまで効果は持続する。
  - Trial Run : 本番に入る前に一度だけ練習をすることができる（練習の結果は反映されない）。また、そこで難しいと判断すればドロップアウトをすることができる。

### 賞金
| Game  | 1      | 2      | 3       | 4       | 5       | 6        | 7        |
| ----- | ------ | ------ | ------- | ------- | ------- | -------- | -------- |
| Value | £1,000 | £2,000 | £10,000 | £20,000 | £50,000 | £100,000 | £250,000 |

## 主なゲーム

### 頭脳・記憶
- QUANTITY（クォンティティー）
  - 赤色の四角形が地面に10秒間表示され、プレイヤーはそれらを数えて全部でいくつあるかを解答する。正解すればクリア。
- DUPLICATE（デュプリケイト）
  - タッチパネルにアルファベットがバラバラに配置されている。指定された英文を15秒以内にタッチパネルを使って打ち込めばクリア。
- MEMORIZE（メモライズ）
  - 地面に8個の四角形が輪状に配置され、赤く光った順番を記憶して正確にすべてタッチすればクリア。
- FOCUS（フォーカス）
  - 地面に6×6ドットの四角形が次々に点灯し、最後に光った位置を記憶する。そして、その位置に4×4ドットのキューブを1ドットもはみ出すことなく配置すればクリア。
- PATH FINDER（パスファインダー）
  - 25マスに仕切られた地面に、矢印が5秒間表示されるので記憶する。そして、スタートからゴールまで矢印に正確に従って進めばクリア。

### 反射神経・瞬発力
- REFLEX（リフレクス）
  - 地面の左右にフットボタンがあり、赤く光った方のボタンを足で押す。光ってから押すまでのタイムが0.5秒以内であればクリア。
- REACTION（リアクション）
  - 地面全体が赤く光った時点でボタンを押し、光ってからボタンを押すまでのタイムが0.3秒以内に収まればクリアとなる。

### キャッチャー
- GRADIENT（グラディエント）
  - 斜めの筒に上の入口からボールを通し下の出口からキャッチすればクリア。ただし、ボールを入れたときに使った手と同じ手でキャッチしなければならない。（つまり、右手から入れて左手で（左手から入れて右手で）キャッチするのは失敗となる。）
- CAPTURE（キャプチャー）
  - 角奥のスローイングマシーンからボールが発射され、持っている筒でキャッチできればクリア。
- QUICKFIRE（クイックファイア）
  - 角奥のスローイングマシーンからボールが発射され、手でキャッチできればクリア。
- PROPULSION（プロプリューション）
  - フットボタンを押すと空気が送り込まれて角奥のスローイングマシーンからボールが発射され、手でキャッチすればクリア。ただし、フットボタンを押す力によってボールの飛ぶ勢いが変わるので、強すぎると勢いがありすぎてキャッチできない、弱すぎるとボールがほとんど飛ばないことが起こる。

### タイミング
- STOP ZONE（ストップゾーン）
  - 地面に青いラインが手前から奥に流れ、プレイヤーはストップボタンで奥にあるクリアゾーンに止めればクリアとなる。ただし、途中で青いラインが消えるため、タイミングと勘が頼りになる。
- TIME FREEZE（タイムフリーズ）
  - 時計を一切見ることなく、スタートの合図から正確に10秒が経過した時点でストップボタンを押す。誤差0.5秒以内であればクリア。

### スローイング
- REVOLUTION（レボリューション）
  - 回転する台に乗り、ボールを対角線上の角奥にある筒にノーバウンドで直接入ればクリアとなる。ただし、アクリルの壁に跳ね返って入れた場合はクリアと認められない。
- DROP ZONE（ドロップゾーン）
  - プレイヤーは台の上に乗り、胸の位置の高さからボールを落とし、下にある筒の中に入ればクリア。
- REVERSAL（リバーサル）
  - 背面でボールを投げて、対角線上の角奥にある筒に入れたらクリア。
- DESCENT（ディッセント）
  - ボールを高さの異なる2つの円柱上部をそれぞれバウンドさせ、最も低い位置にある筒に入ればクリア。
- CYLINDER（サーレンダー）
  - ボールをワンバウンドさせて、中央の筒の中に入れればクリア。
- DEAD STOP（デッドストップ）
  - 高さ2メートル以上の位置に丸いアクリル板があり、1メートル以上離れた位置からボールを投げてアクリル板上に止まればクリア。

### 精密力
- PIN POINT（ピンポイント）
  - 棒を3つのリングに通し、棒がリングに触れることなく一番奥にあるターゲットにタッチすればクリア。リングの穴幅は奥に進むに従って狭くなっていく。
- CONTACT（コンタクト）
  - 設置している棒に触れることなくリングをゴール地点までを通せばクリア。
- ELEVATION（エレベーション）
  - 底のない横向きの透明な筒を両端に括り付けられている2本のロープを使ってエレベーターのように引っ張り上げていく。ただし、筒の中にボールが入っており、少しでも筒が傾くとボールが転がり落ちてしまう。ボールを落とさずに筒を引っ張り上げ、高い位置にある左右のゴール地点のどちらかにボールを入れればクリアとなる。
- MOMENTUM（モメンタム）
  - 敷かれたレール上に、赤いボールを手で転がし、赤いライン内に入ればクリア。強すぎると、ボールは落下。弱すぎると、赤いラインに届かなくなる。

### バランス
- POISE（ポイス）
  - 1辺が数センチしかないキューブに片足立ちを20秒こなせばクリア。ただし、足が地面に着地したり、キューブに両足立ちした時点で失敗となる。
- DIRECTION（ダイレクション）
  - プレイヤーは何も見えないマスクを装着し、ラインを外すことなく対角線上に歩けばクリア。ラインの幅は30cm。
- STABILISE（スタビライズ）
  - 対角線上に幅が数センチしかない3メートルの平均台を渡り、正方形のサイズになっているゴール地点に１ミリもはみ出すことなく着地すればクリア。

### その他
- MULTISPHERE（マルチスフィアー）
  - 中央の台に25個のボールの入った筒があり、筒を上げるとボールが落ちて散らばるようになっている。全てボールがバラバラになった後に司会者の合図でスタートし、制限時間15秒以内にボールを全て集めて筒に戻せばクリアとなる。

## 海外版
この番組のフォーマットは海外にも販売され、各国版が制作・放送されている。
| 国・地域       | タイトル                        | 司会者               | 放送局                | 最高賞金             | 初回放送/放送期間       | 備考                                                              |
| -------------- | ------------------------------- | -------------------- | --------------------- | -------------------- | ----------------------- | ----------------------------------------------------------------- |
| アラブ諸国     | The Cube                        | Dhaffer L'Abidine    | Dubai TV              | 250,000UAEディルハム | 2014年2月2日            |                                                                   |
| 中国           | The Cube 梦立方                 | 程雷                 | 東方衛視              | 250,000元            | 2012年5月13日           |                                                                   |
| フランス       | Le Cube                         | Nagui                | France 2              | 50,000ユーロ         | 2013年7月1日            |                                                                   |
| ドイツ         | The Cube - Besiege den Würfel!  | Nazan Eckes          | RTL                   | 250,000ユーロ        | 2011年4月29日           |                                                                   |
| ハンガリー     | A Kocka                         | Nóra Ördög           | TV2                   | 10,000,000フォリント | 2015年11月23日          |                                                                   |
| イタリア       | The Cube - La Sfida             | Teo Mammucari        | Italia 1              | 100,000ユーロ        | 2011年9月7日            |                                                                   |
| ポルトガル     | O Cubo                          | Jorge Gabriel        | RTP                   | 30,000ユーロ         | 2010年5月16日 - 7月11日 |                                                                   |
| ロシア         | Куб （英字表記：Kub）           | Dmitry Kharatyan     | Channel One           | 3,000,000ルーブル    | 2013年3月30日           |                                                                   |
| サウジアラビア | المكعب （英字表記：Al Moukaab） | Faisal Al Issa       | Saudi TV 1            | 250,000リヤル        | 2010年3月24日 - 7月8日  |                                                                   |
| スペイン       | El Cubo                         | Raquel Sánchez Silva | Cuatro                | 150,000ユーロ        | 2012年2月8日            |                                                                   |
| ウクライナ     | Куб （英字表記：Kub）           | Maksim Chmerkovskiy  | СТБ （英字表記：STB） | 250,000フリヴニャ    | 2011年11月21日          |                                                                   |
| アメリカ合衆国 | The Cube                        | Neil Patrick Harris  | CBS                   | 500,000ドル          | 2010年                  | 単発放送のパイロット版。以前にFOXで制作・放送される予定があった。 |
| オーストラリア | The Cube                        | Andy Lee             | Network 10            | 250,000AUSドル       | 2021年2月24日           |                                                                   |

- ドイツ、イタリア、ポルトガル、サウジアラビア、アメリカの各バージョンは、本家イギリス版と同じくロンドンのスタジオ「The Fountain Studios」で収録が行われ、スタジオセットも同じものが使用された。
- なお本家イギリス版の番組は、アイルランド（TV3）、ニュージーランド（TV1）、オーストラリア（Nine Network）でも放送されている。